# Albion San Diego
Der Albion Soccer Club San Diego (früher Albion SC Pros bzw. ASC San Diego) ist ein US-amerikanischer Fußballklub mit Sitz in der San Diego im Bundesstaat Kalifornien.

## Geschichte
Der Klub wurde im Jahr 2015 gegründet und spielte ab da erstmals in der Saison 2016 in der National Premier Soccer League. Mit 28 Punkten gelang hier in der Southwest Conference gleich der erste Platz. In den Playoffs kam man bis ins Regional Final, wo man am Ende mit 0:1 Sonoma County Sol unterlag. Auch in der Saison 2017 reichte es wieder für die Playoffs, wenn auch diesmal nur über den vierten Platz der Conference. Der Lauf in den Playoffs war aber nur von kurzer Dauer, da man bereits in der ersten Runde der Regionals gegen den FC Arizona mit 1:3 ausschied. Besser lief es dann wieder in der Spielzeit 2018, wo man sich mit 28 Punkten wieder den ersten Platz in der Conference holte. Aber auch diesmal war in den West Region Playoffs, gegen den Orange County FC nach einer 1:3-Niederlage schon wieder Schluss. Zum vierten Mal in Folge qualifizierte man sich auch in der Saison 2019 wieder für die Playoffs, diesmal aber erneut nur über den dritten Platz gerade so. Trotz dessen lief es bei den Playoffs diesmal wesentlich besser und mit einiges an Siegen kam man bis ins nationale Halbfinale, wo man dann am Ende New York Cosmos B mit 0:2 unterlag.
Nachdem die Saison 2020 bedingt durch die COVID-19-Pandemie vorzeitig abgebrochen worden war, gelang in der Saison 2021 erstmals nicht die Qualifikation für die Playoffs. Im Dezember des Jahres wurde dann die Aufnahme des San Diego 1904 FC in den Klub bekanntgegeben, nachdem diese ihre größte Investmentquelle verloren hatten. Gemeinsam stellte man sich nun als Vollprofessioneller Klub auf und wechselte zur Saison 2022 in die National Independent Soccer Association, nun unter dem Namen Albion San Diego spielend, damit übernahm man quasi den alten Startplatz vom 1904 FC. Hier spielte man in der West Division und erreichte mit 16 Punkten nach 10 Spieltagen am Ende den zweiten Platz. Weil sich der Bay Cities FC aber danach zurückzog, wurden die Staffeln in eine gemeinsame Liga zusammengefasst und damit dann weitergespielt. Am Ende landete die Mannschaft nach zehn weiteren Partien mit einem Quotienten von 1,60 Zählern auf dem vierten Platz hier und qualifizierte sich damit für die Playoffs. Dort gelang es nach zwei Siegen gleich bis ins Finalspiel vorzustoßen. Erst da unterlag man dann aber dem Michigan Stars FC mit 0:1.